# 大同樂會
大同樂會於1920年成立於上海，是近代一個以傳承傳統中國器樂為主的音樂社團，創辦人為鄭覲文（1872年－1935年）。

## 歷史
大同樂會的前身是1918年成立於鄭覲文弟弟鄭立三住所的「琴瑟學社」，1919年，五四新文化運動興起，鄭覲文才正式將其易名為「大同樂會」，1923年11月17日並於上海《申報》發表〈大同樂會之新組織〉一文，闡明成立大同樂會的理念、目的、規則與簡章：「本會對於西樂主專習，對於中樂則主稽古與改造，務使中西方得相濟互助之益，然後挈其精華，提其綱領，為世界音樂開一新紀元，以完本會大同二字之目的。」強調研究中西音樂以歸於「大同」。
此後，大同樂會即於鄭覲文主持下，拓展相關事務，包括培育人才、研製樂器、改編樂曲、組織排練演出等等，對國樂的發展與推廣貢獻良多，直到1937年日本侵華，上海淪陷，時局動盪，大同樂會無法開展活動，瀕臨解散，鄭覲文之子鄭玉蓀摘下大同樂會的牌子，攜往大後方重慶，大同樂會才宣告結束。故1920至1937年間，可謂為大同樂會主要活動時期。
在培育人才方面，大同樂會不遺餘力，長期舉辦暑期學校和樂系周會兩種活動。暑期學校類近於現代的國樂營，每期皆設有多種科目，並配置專業師資教授，除開設傳統中國器樂如琴、瑟、琵琶、絲竹歌曲等課程之外，亦設有京曲、崑曲、古樂舞等其他科目。樂系周會則為1926年3月訂立之活動，於每星期日下午借寧波同鄉會舉辦，會中除陳列大同樂會所造仿古樂器以供參觀之外，並演奏琴瑟、琵琶、京曲、絲竹等節目，所演節目皆印有節目單，提供樂曲介紹。上述兩項活動可從1924年至1929年間《申報》的刊載略見梗概。
在研製樂器方面，大同樂會大約從1923年起，有計畫地陸續研製了多達163件的國樂器，1931年全數完工後，按吹、彈、拉、打分類標明並陳列於當時福開森路的世界學院，供中外人士參觀。由於此套樂器主要根據《大清會典圖》、《皇朝禮樂圖考》及會員和民間提供的樣本製作，強調仿製與改革結合、繼承與創新結合，因此許多樂器的形制與現今常見的國樂器並不一樣，譬如葫蘆琴、百弦大瑟等等。這項工作不僅增大了國樂器的音域和音量，也方便了國樂器的演奏和轉調，尤其採用十二平均律為基準的製作方式，更促進了各種國樂器合奏的協調性，在當時可謂是一種創舉。此由當時《申報》資料及柳堯章之回憶錄亦可略見一斑。
在改編樂曲和組織排練演出方面，1925年10月，大同樂會會員柳堯章參考西洋配器的方法將琵琶獨奏曲《潯陽夜月》改編成包括琵琶、筝、三弦、二胡、京胡、笛、簫、笙、管、揚琴、雲鑼等樂器的十二行譜。1926年鄭覲文正式將此曲定名為《春江花月夜》，演出後回響不錯，聽眾大多認為此曲「實足為絲竹界別開生面」，是「無一點塵俗氣」的作品。1927年4月，柳堯章又根據華秋萍的琵琶譜成功改編了琵琶曲《霓裳羽衣曲》，鄭覲文聽後歎為觀止，頗有「此曲只應天上有，人間哪得幾回聞」之慨，同年5月15日首演，柳堯章主奏琵琶，聽眾亦反應熱烈。
1929年5月和6月，大同樂會在柳堯章提議下開始開始嘗試組建大樂隊，同年10月，大同樂會並根據已有的國樂曲改編出一首由五個樂章組成的大型合奏曲：《國民大樂》，並於1930年多次公開演出。據1930年5月20日《申報》報導，世界學院為歡迎法國公使和來華考察高等教育的馬宣波博士，大同樂會「臨時召集全體隊員，特奏《國民大會》五章，逐章鼓掌之聲不絕」，可見各方對於此曲的反應良好。
1931年，中國政府原擬訂參加1933年於美國芝加哥舉辦的萬國博覽會，後因時局動盪取消此一決議，但上海商界不願放棄此一機會，遂決定以民間組織的形式參加，並希望將大同樂會製造的全套國樂器送往參展。1933年1月，大同樂會因此召開常務委員會，會中除決議將全套樂器攝成照片以便參展之外，也決定將大同樂會演奏《國民大樂》拍成有聲影片送往美國參展。1933年4月9日晚間，大同樂會即於上海明星影片公司進行拍攝。
同年5月21日，大同樂會並與遠東第一樂隊「上海工部局管弦樂隊」於上海大光明戲院同台演出，由衛仲樂獨奏琵琶曲《十面埋伏》，大同樂會全體隊員組成的「國民大樂隊」則合奏《國民大樂》。但據當時著名音樂評論家傅雷在音樂會後於上海《時事新報》所發表的評論來看，評價並不太高，突顯大同樂會在樂器製造、演奏技巧與排練方法上仍存在許多問題。
鄭覲文自己亦深感「國民大樂隊」的音色、音響、聲勢皆遠不及管弦樂隊。至於1930年6月，大同樂會另外根據湖南瀏陽所傳之孔廟音樂編排的《中和韶樂》，則於1934年8月27日文廟大成殿舉行的孔子誕辰紀念中演出，從同年11月15日賀綠汀發表的文章《聽了祀孔典禮中大同樂會的古樂演奏會以後》來看，評價也不太好。
綜觀而言，大同樂會可謂對國樂的發展與推廣貢獻良多，尤其在培育人才、研製樂器、改編樂曲、組織排練演出等方面，甚至可說開創了民族器樂合奏的先河，但仍不免受到時代、技術與思想的限制而有諸多不足。   